# Terme à figure d'homme barbu
Le Terme à figure d'homme barbu est une sculpture (un terme) réalisée en terre cuite vers 1548-1550 par un sculpteur inconnu, et qui provient d'Oiron en France.
L'œuvre est donnée au manufacture de Sèvres par Gabrielle Fillon. Elle est en 1935 mise en dépôt au musée du Louvre, où elle fait partie des collections du Département des Sculptures et porte le numéro d'inventaire RF 2396.

## Histoire

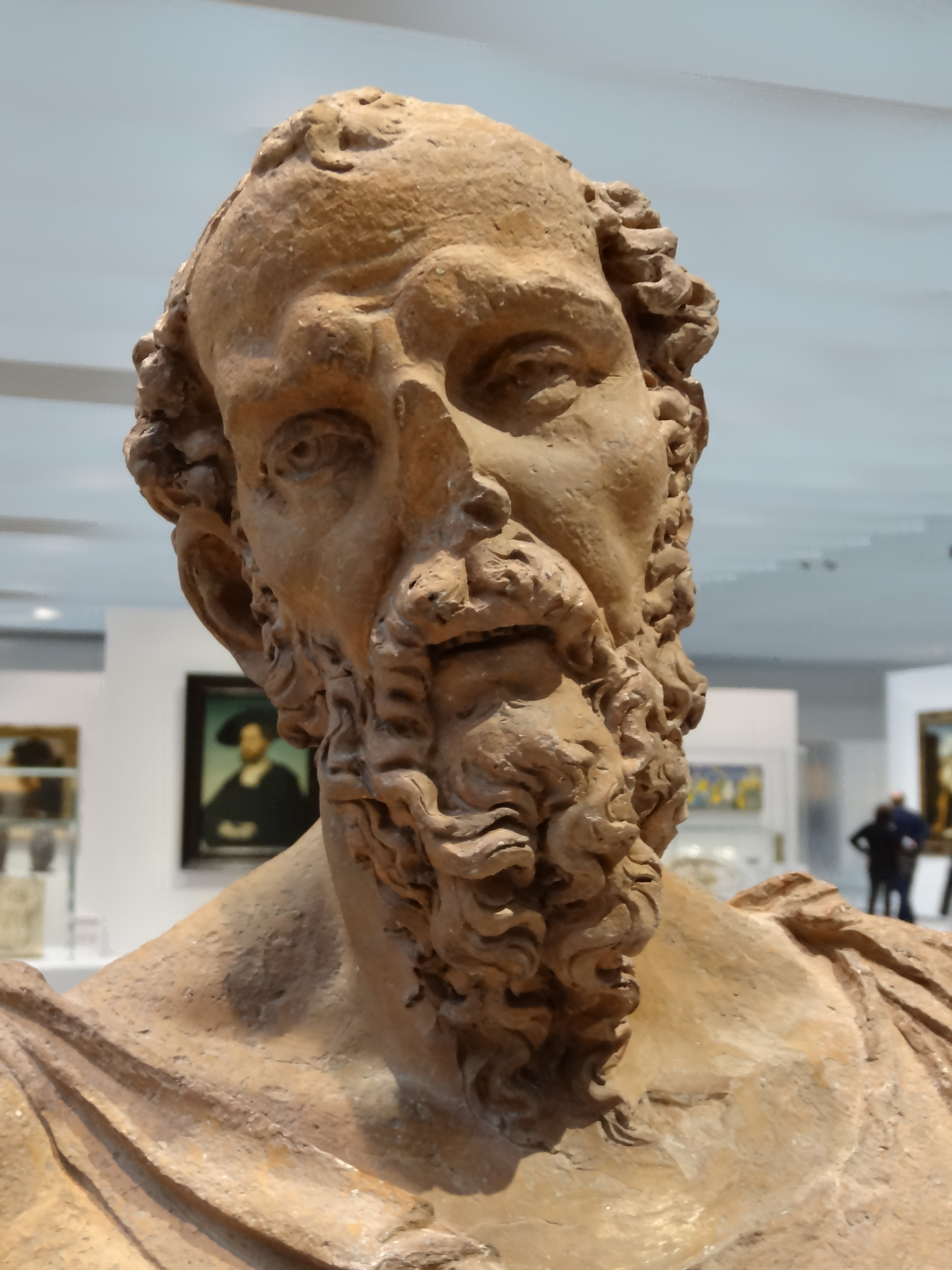
La tête.

Le Terme à figure d'homme barbu est une sculpture de terme réalisée en terre cuite vers 1548-1550 par un sculpteur inconnu. Haute de 115 centimètres, large de 39 centimètres et profonde de 30 centimètres, elle provient d'une niche de la cour du château d'Oiron dans les Deux-Sèvres en France, décoré par le seigneur d'Oiron, Claude Gouffier.
La statue représente Terminus, également nommé Terme, la divinité protectrice des bornes qui délimitent les champs et les propriétés.
L'œuvre est donnée par Gabrielle Fillon au musée de la Céramique à Sèvres. Elle est mise en dépôt au musée du Louvre en 1935. Elle fait alors partie des collections du Département des Sculptures et porte le numéro d'inventaire RF 2396,.

## Expositions
Le Terme à figure d'homme barbu est exposé à partir de 2014 dans La Galerie du temps (no 126), une des expositions du Louvre-Lens, où il remplace Mercure, dieu des voyageurs et des bergers, jouant de la flûte (MR sup 55), une sculpture de Baccio Bandinelli.